# Henry Wells Tracy

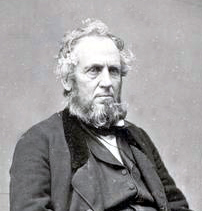
Henry Wells Tracy

Henry Wells Tracy (* 24. September 1807 in Ulster, Bradford County, Pennsylvania; † 11. April 1886 in Standing Stone, Pennsylvania) war ein US-amerikanischer Politiker. Zwischen 1863 und 1865 vertrat er den Bundesstaat Pennsylvania im US-Repräsentantenhaus.

## Werdegang
Henry Tracy besuchte vorbereitende Schulen und danach das Angelica Seminary im Staat New York. Anschließend studierte er Jura. Es ist aber nicht überliefert, ob er jemals als Jurist praktizierte hat. In den folgenden Jahren arbeitete er in verschiedenen Städten in Pennsylvania und Maryland im Handel sowie im Straßenbau. Politisch wurde er Mitglied der Republikanischen Partei. Im Mai 1860 nahm er als Delegierter an der Republican National Convention in Chicago teil, auf der Abraham Lincoln als Präsidentschaftskandidat nominiert wurde. In den Jahren 1861 und 1862 saß er als Abgeordneter im Repräsentantenhaus von Pennsylvania.
Bei den Kongresswahlen des Jahres 1862 wurde Tracy als unabhängiger Republikaner im 13. Wahlbezirk von Pennsylvania in das US-Repräsentantenhaus in Washington, D.C. gewählt, wo er am 4. März 1863 die Nachfolge des Demokraten Philip Johnson antrat. Bis zum 3. März 1865 konnte er eine Legislaturperiode im Kongress absolvieren. Diese war von den Ereignissen des Bürgerkrieges geprägt.
Im Jahr 1866 wurde Henry Tracy Leiter der Steuerbehörde im Hafen von Philadelphia. Danach arbeitete er im Handel. Er starb am 11. April 1886 in Standing Stone.